# Миленко Лаловић
Миленко Лаловић Заврата (Влахоље, Калиновик, 4. септембар 1958 — Београд, 17. децембар 2021) био је пуковник Војске Републике Српске. Током Одбрамбено-отаџбинског рата био је командант Првог батаљона Мостарске бригаде ЈНА, командант Трећег батаљона Невесињске бригаде и 2. херцеговачке лаке пјешадијске бригаде.

## Биографија
Рођен је 1958. у селу Влахоље од оца Саве и мајке Руже (рођена Вишњевац). Његова породица се 1963. преселила у сарајевско насеље Ступ (Доглоди).
Основну школу завршио у Сарајеву као одличан ђак. Након тога уписује Средњу војну школу, смјер пјешадија, у Сарајеву коју такође завршава као одличан ђак и добија могућност да иде на Војну академију. Војну академију копнене војске завршио у Београду (2 године) и Сарајеву (2 године, смјер пјешадија). Завршио је академију 1980. године као дванаести у класи. Дужност командира питомачког вода у Гарнизону Београд, Војна академија копнене војске обављао је у периоду 1980-1984. и 1987-1992. У гарнизону Пула служио је у периоду 1984-1987.
Учествовао је у борбеним дејствима у зони Вуковара у периоду 21. септембра 1991. до априла 1992. У Херцеговину је дошао 17. маја 1992. године, у Херцеговачки корпус и добио распоред у 10. моторизованој бригади (Мостарска бригада), гдје је постављен на дужност команданта Првог батаљона Мостарске бригаде. Када се Мостарска бригада повукла у рејон Бусак - Врањевићи и 15. јуна 1992. године формирана Невесињска бригада од 10. Мостарске и 13. Невесињске, Лаловићев батаљон је постао Трећи батаљон Невесињске бригаде. Током прве Митровданске офанзиве био је на положају у рејону Буска, гдје је вршен један од главних непријатељских удара. Његов батаљон је био на одбрани тог правца и имао је положај десно од тог пута на Равницама и лијево на Гњилом брду гдје се граничио са четвртим батаљоном на Врањевићима.
Лаловић је на невесињско-мостарском ратишту био до септембра1994. године када прелази за команданта Друге лаке бригаде и на том положају на Борцима остаје до краја рата, односно до децембра 1995. У септембру 1994. у оквиру акције "Језеро-94" извршен је напад АРБиХ на положаје Друге лаке бригаде. Иако су припадници АРБиХ остварили почетне успјехе, Друга лака бригада под Лаловићевом командом успјела је да се консолидује и да поврати већину изгубљених положаја осим Бијеле и Младешковића. Након Дејтонског споразума цијели положај који је држао морао је да напусти и преда у руке АРБиХ. Доживио је пораз у миру, а не у рату. Након рата вратио се породици у Београд и радио у Генералштабу војске Србије до пензионисања 2009. године. 
Током агресије НАТО пакта на Савезну Републику Југославију у оквиру гарнизона Цетиње био је на положају на албанској граници од април 1999. до јуна 1999. године. Пензионисан је у чину пуковника. Остао је запамћен по надимку Лале Заврата, јер је читав рат носио црногорско-херцеговачку капу заврату као идентитетски симбол Срба.
Завршио постдипломске студије из области андрагогије и стекао академско звање магистра наука. Магистарски рад на тему „Утицај социопсихолошких карактеристика војника на борбену обученост“ одбранио је 2000. У оквиру Школе националне одбране завршио Командноштабно усавршавање и Генералштабно усавршавање (2004-2005. године). Заједно са Зораном Јефтићем објавио је књигу Цивилно-војна сарадња стварност и потреба.
Преминуо је изненада 17. децембра 2021. у Београду. Сахрањен је 22. децембра на гробљу на Бежанијској коси.

## Одликовања
- Орден за заслуге у областима одбране и безбедности 3. степена
- Медаља за војничке врлине